# Hubert Auer (Kartenspielforscher)
Hubert Auer (* 1959 in Imst) ist ein österreichischer Schulmeister und Kartenspielforscher. Er ist insbesondere für seine Forschungen zum historischen Tiroler Spiel Perlaggen bekannt, die dazu führten, dass dieses Spiel von der österreichischen UNESCO-Kommission als erstes Kartenspiel weltweit zum immateriellen Kulturgut erklärt wurde. Auer ist außerdem Autor zweier Bücher zu diesem Thema. Er wohnt in Telfs.

## Leben
Auer wurde in Imst, Österreich, geboren.
Auer hat maßgeblich zur Wiederbelebung traditioneller Tiroler Kartenspiele beigetragen, insbesondere von Perlaggen, Bieten, Gilten und Watten. Bereits 2004 wurde in Südtirol ein Förderkreis Perlaggen gegründet, der jährlich eine Meisterschaft in Perlaggen ausrichtet. Im Jahr 2015 fand die 6. Gesamt-Tiroler Meisterschaft in Perlaggen statt, an der Nordtiroler Perlaggen-Spieler teilnahmen.
Im Juni 2016 gelang es Auer, dass dieses traditionelle Tiroler Kartenspiel von der österreichischen UNESCO-Kommission zum immateriellen Kulturerbe erklärt wurde und damit als erstes Kartenspiel einen solchen Status erhielt. Zeitgleich wurde im Tiroler Volkskunstmuseum in Innsbruck eine Vitrine eingerichtet, die diesem Thema gewidmet ist Perlaggen.
Auer wohnt in Telfs und ist Rektor eines Gymnasiums. Er leitet außerdem ein Projekt zum Spiel „Watten“ (Watten), ist Mitbegründer des „Telfer Schützenschweglers“, ehemaliger Obmann des Museumsvereins „Heimatbund Hörtenberg“ und aktiv im „Fachausschuss für traditionelle alpenländische Kartenspiele“.

## Werke (Auswahl)
- „Watten, Bieten und Perlaggen“ (1999), Deuticke.
- „Watten, Bieten und Perlaggen“, 1. völlig überarbeitete Auflage. (2015).